# Michał II (katolikos Wielkiego Domu Cylicyjskiego)
Michał II (Mikael II Adżapahjan, (orm.) Միքայէլ Բ. Աջապահեան) – duchowny Apostolskiego Kościoła Ormiańskiego, w latach 1833–1855 jeden z patriarchów tego Kościoła, Patriarcha-Katolikos Wielkiego Domu Cylicyjskiego.